# Хомеоморфизам
Хомеоморфизам или тополошки изоморфизам је на математичком пољу топологије специјални случај изоморфизма између тополошких простора у којима важе тополошке особине. Два простора између којих постоји хомеоморфизам се називају хомеоморфним, а са тополошке тачке гледишта су исти.
Грубо речено, тополошки простор се може представити као геометријски објекат а хомеоморфизам је непрекидно пресликавање и изобличавање тог објекта до новог облика. Тако су, на пример, квадрат и круг хомеоморфни у Еуклидовој равни.